# ارتشر أوتس
ارتشر أوتس (9 ديسمبر 1908 - 31 ديسمبر 1968) (بالإنجليزية: Archer Oates)‏ هو لاعب كريكت بريطاني (وحمل سابقاً جنسية المملكة المتحدة لبريطانيا العظمى وأيرلندا).